# Justin Hüppe

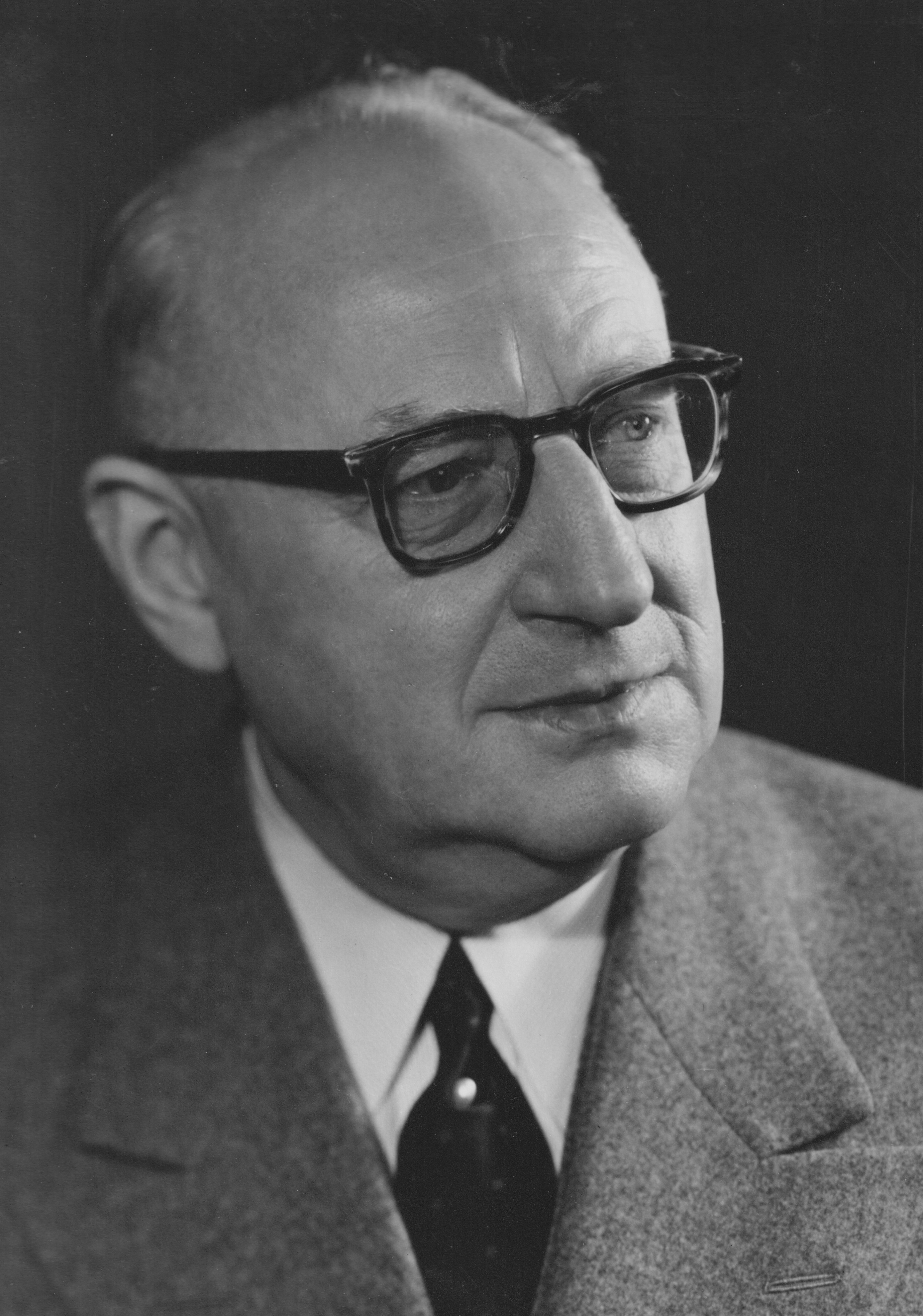
Justin Hüppe

Justin Hüppe, auch Justin Ernst Hüppe (* 29. April 1890 in Oldenburg; † 3. November 1964 ebenda) war ein deutscher Unternehmer.

## Leben
Justin Hüppe war ein Sohn des Kaufmanns Justin Hüppe, Inhaber einer 1889 eröffneten Sattler- und Polster-Großhandlung. Nach dem Besuch der Oberrealschule (heute Herbartgymnasium) bis 1908 begann er eine dreijährige kaufmännische Lehre. Von 1909/1910 bis 1911arbeitete er in London, danach vertrat er zwei deutsche Firmen in Hongkong und war dann in den USA, Hongkong und Surabaya (ehemals Niederländisch-Indien, heute Indonesien) als kaufmännischer Angestellter tätig. Mit dem Eintritt der USA in den Ersten Weltkrieg wurde er als feindlicher Ausländer in den USA interniert. 1919 kehrte Justin Hüppe nach Deutschland zurück und übernahm den väterlichen Betrieb. Ab 1923 begann dort die Rollofabrikation.
1920 heiratete Justin Hüppe Eleonore Therese Humberg. Aus der Ehe gingen zwei Söhne hervor, Justin Hüppe und Claus Hüppe (1924 – 2009).

### Zeit des Nationalsozialismus
Hüppe war nie Mitglied der NSDAP und ihrer Gliederungen. Ab 1941 war Hüppe ehrenamtlicher „Leiter einer Arbeitsgemeinschaft zur Unterbringung von Kriegsgefangenen in Oldenburg“ und später dessen ehrenamtlicher „Geschäftsführer“. Am 23. März 1944 wurde Hüppe von der Gestapo verhaftet und im Polizeigefängnis in Oldenburg inhaftiert. Er wurde angeklagt, sich in den Jahren 1943 und 1944 durch „defaitistische Äusserungen der Zersetzung der Wehrkraft schuldig gemacht zu haben.“ Durch seine wohlwollende Behandlung der Kriegsgefangenen in seinem Unternehmen soll Hüppe nach Auffassung der Staatsanwaltschaft das „gesunde Volksempfinden gröblichst verletzt“ haben. Am 27. Februar 1945 verurteilte das Hanseatische Oberlandesgericht Justin Hüppe wegen Wehrkraftzersetzung zu fünf Monaten Gefängnis, die durch die Untersuchungshaft bereits verbüßt worden war. Nach der Urteilsverkündung wurde Hüppe erneut von der Gestapo verhaftet und inhaftiert. Den erniedrigenden Marsch der etwa 300 Oldenburger Häftlinge über Bremen-Farge und Hamburg in das Arbeitserziehungslager Nordmark in Russee bei Kiel musste Hüppe auch bewältigen. Am 30. April 1945 wurde Justin Hüppe aus diesem Lager entlassen, er sollte sich „an seinen Arbeitsplatz“ begeben, Anlaufstelle war das Wehrmeldeamt Delmenhorst. Erst 1949 wurde diese Strafe getilgt.

### Nachkriegszeit
Politisch wandte sich Hüppe der CDU zu, deren Mitglied er wurde. 1946 bis 1953 wirkte er als Landrat (Vorsitzender des Kreistages), zwischen 1945 und 1952 war er Mitglied des Kreistages im Landkreis Oldenburg.

## Unternehmerische Tätigkeit seit 1945
Aus bescheidenen Anfängen entwickelte Justin Hüppe die Rollofabrik erfolgreich weiter. Mitte der 1960er Jahre wurde im Oldenburger Hauptwerk bereits mehrere Hundert Mitarbeiter beschäftigt. Neben Springrollos wurden immer erfolgreicher Jalousien, Falttüren, Raumtrennwände etc. gefertigt und im In- und Ausland montiert.

## Ehrenamtliche Tätigkeiten
Neben seinen politischen Tätigkeiten besonders erwähnenswerte ehrenamtliche Aktivitäten:
- Gründungsmitglied und erster Vorsitzender der „Vereinigung der Springrollofabrikanten e.V.“ (heute „Verband innenliegender Sicht- und Sonnenschutz“; 1950).

- Gründungsmitglied Rotary Club Oldenburg (1950)

## Sonstiges
In Oldenburg-Kreyenbrück ist eine Straße nach ihm benannt, der Justin-Hüppe-Ring. – 
Die Justin-Hüppe-Stiftung fördert ehemalige Belegschaftsmitglieder der Firma Hüppe und deren Angehörige bei Hilfsbedürftigkeit in Fällen der Not, Arbeitslosigkeit oder Berufsunfähigkeit. Seit 2016 wird regional auch die Ausbildung und Bildung bedürftiger junger Menschen bis zur Vollendung des 29. Lebensjahres in und um Oldenburg gefördert.